# Indigofera quinquefolia
Indigofera quinquefolia är en ärtväxtart som beskrevs av Ernst Meyer. Indigofera quinquefolia ingår i släktet indigosläktet, och familjen ärtväxter. Inga underarter finns listade i Catalogue of Life.